# Mysmenopsis
Mysmenopsis (лат.) — род мелких клептопаразитических пауков семейства Mysmenidae, включающий более 50 видов. Распространены в Новом Свете.

## Распространение
Северная и Южная Америка: от США до Бразилии.

## Описание
Мелкие пауки, длина от 0,8 до 2,6 мм. Самцы с латеральным рядом модифицированных щетинок на дистальной половине первой пары лапок, часто с проксимальным рядом из 5–8 шипиков на метатарзусе первой пары ног. Самки с дистальным вентральным выступом на бедре первой пары ног.
Ведут клептопаразитический образ жизни. Большинство видов живут в воронкообразных паутинах представителей семейства Dipluridae. M. archeri обитает в сетях вида из семейства Pholcidae, M. capae и M. cienga, обитающих в сетях Cyrtophora (Araneidae). Одна из причин, по которой предпочтительны диплуридные паутины, заключается в том, что они устойчивы во времени и пространстве, иногда охватывающих несколько лет.
Mysmenopsis furtiva с Ямайки живет как клептопаразит и комменсал в сетях Ischnothele xera. Он крадет части добычи своего хозяина, но также потребляет мелких пойманных в ловушку насекомых, которых хозяин не ищет. Чтобы не быть распознанным, он движется только медленно, когда паук-хозяин не движется; иначе он синхронизирует свои быстрые движения с движениями хозяина. Наблюдалось, что M. furtiva питается одним концом животного, в то время как хозяин питается другим. При кормлении ноги и ножки остаются неподвижными, но брюшко медленно и слегка качается. Одно кормление может удвоить объем его брюшной полости. Хозяин проявляет анти-клептопаразитное поведение, среди прочего, добавляя шелк между клептопаразитом и местом кормления.
Близкородственные M. furtiva и M. monticola паразитируют на двух видах пауков, которые также тесно связаны, и считается, что эти две группы сосуществовали. Все описанные из Эквадора в 2020 году 21 новый для науки вид клептопаразиты пауков Dipluridae (Linothele) или Lycosidae (Aglaoctenus).

## Классификация
По данным сайта World Spider Catalog на апрель 2020 года род включает более 50 видов.
- Mysmenopsis alvaroi Dupérré & Tapia, 2020 — Эквадор
- Mysmenopsis amazonica Dupérré & Tapia, 2020 — Эквадор
- Mysmenopsis angamarca Dupérré & Tapia, 2020 — Эквадор
- Mysmenopsis archeri Platnick & Shadab, 1978 — Бразилия
- Mysmenopsis atahualpa Baert, 1990 — Перу
- Mysmenopsis awa Dupérré & Tapia, 2020 — Эквадор
- Mysmenopsis baerti Dupérré & Tapia, 2020 — Эквадор
- Mysmenopsis bartolozzii Dupérré & Tapia, 2020 — Эквадор
- Mysmenopsis beebei (Gertsch, 1960) — Тринидад
- Mysmenopsis capac Baert, 1990 — Перу
- Mysmenopsis chiquita Dupérré & Tapia, 2015
- Mysmenopsis choco Dupérré & Tapia, 2020 — Эквадор
- Mysmenopsis cidrelicola (Simon, 1895) — Венесуэла
- Mysmenopsis cienaga Müller, 1987 — Колумбия, Перу
- Mysmenopsis corazon Dupérré & Tapia, 2020 — Эквадор
- Mysmenopsis cube Dupérré & Tapia, 2020 — Эквадор
- Mysmenopsis cymbia (Levi, 1956) — США
- Mysmenopsis dipluramigo Platnick & Shadab, 1978 — Панама
- Mysmenopsis femoralis Simon, 1897 — St. Vincent
- Mysmenopsis fernandoi Dupérré & Tapia, 2015
- Mysmenopsis funebris Simon, 1897 — St. Vincent
- Mysmenopsis furtiva Coyle & Meigs, 1989 — Ямайка
- Mysmenopsis gamboa Platnick & Shadab, 1978 — Панама
- Mysmenopsis guanza Dupérré & Tapia, 2020 — Эквадор
- Mysmenopsis guayaca Dupérré & Tapia, 2020 — Эквадор
- Mysmenopsis huascar Baert, 1990 — Перу
- Mysmenopsis ischnamigo Platnick & Shadab, 1978 — Панама, Тринидад, Перу
- Mysmenopsis ixlitla (Levi, 1956) — Мексика
- Mysmenopsis hunachi Dupérré & Tapia, 2020 — Эквадор
- Mysmenopsis junin Dupérré & Tapia, 2020 — Эквадор
- Mysmenopsis kochalkai Platnick & Shadab, 1978 — Колумбия
- Mysmenopsis lasrocas Dupérré & Tapia, 2020 — Эквадор
- Mysmenopsis lloa Dupérré & Tapia, 2020 — Эквадор
- Mysmenopsis mexcala Gertsch, 1960 — Мексика
- Mysmenopsis monticola Coyle & Meigs, 1989 — Ямайка
- Mysmenopsis onorei Dupérré & Tapia, 2015
- Mysmenopsis otokiki Dupérré & Tapia, 2020 — Эквадор
- Mysmenopsis otonga Dupérré & Tapia, 2015
- Mysmenopsis pachacutec Baert, 1990 — Перу
- Mysmenopsis palpalis (Kraus, 1955) — Мексика, Гондурас
- Mysmenopsis penai Platnick & Shadab, 1978 — Эквадор
- Mysmenopsis pululahua Dupérré & Tapia, 2020 — Эквадор
- Mysmenopsis salazarae Dupérré & Tapia, 2020 — Эквадор
- Mysmenopsis schlingeri Platnick & Shadab, 1978 — Перу
- Mysmenopsis shushufindi Dupérré & Tapia, 2020 — Эквадор
- Mysmenopsis tengellacompa Platnick, 1993 — Коста-Рика
- Mysmenopsis tepuy Dupérré & Tapia, 2020 — Эквадор
- Mysmenopsis tibialis (Bryant, 1940) — Куба
- Mysmenopsis tungurahua Dupérré & Tapia, 2020 — Эквадор
- Mysmenopsis viracocha Baert, 1990 — Перу
- Mysmenopsis wygodzinskyi Platnick & Shadab, 1978 — Перу
- Mysmenopsis yupanqui Baert, 1990 — Перу